# Mantoididae
Mantoididae — родина дрібних богомолів, поширених у Центральній та Південній Америці. Вважається однією з найпримітивніших груп богомолів, наближених до спільного предка богомолів й тарганів. Налічує близько 15 видів богомолів, хоча ця група на 2010-ті роки є малодослідженою.
До родини належать 3 роди:
- Mantoida
- Paramantoida
- Vespamantoida

Серед представників родини — найдрібніший з відомих богомолів вид Mantoida tenuis з південноамериканського тропічного лісу, довжиною до 1 см.
Найстаріші викопні рештки богомолів, що відносять до родини Mantoididae, відомі з раннього палеогену (60—55 млн років тому). На відміну від більшості сучасних богомолів, представники цієї групи не мали органів слуху, що дослідники пояснюють більш пізньою появою в історії біорізноманіття кажанів.